# Équipe cycliste OCBC Singapore Continental
OCBC Singapore Continental est une équipe cycliste singapourienne participant aux circuits continentaux de cyclisme et en particulier à l'UCI Asia Tour. Créée en 2012, elle disparaît à l'issue de la saison 2014.

## Principales victoires
- Jelajah Malaysia : Loh Sea Keong (2013)
- Critérium international d'Alger : Thomas Rabou (2014)

## Classements UCI
L'équipe participe aux épreuves des circuits continentaux et principalement les courses du calendrier de l'UCI Asia Tour. Les tableaux ci-dessous présentent les classements de l'équipe sur les circuits, ainsi que son meilleur coureur au classement individuel.
UCI Africa Tour
| Saison | Classement par équipes | Meilleur coureur au classement individuel |
| ------ | ---------------------- | ----------------------------------------- |
| 2014   | 5e                     | Thomas Rabou (17e)                        |

UCI Asia Tour
| Saison | Classement par équipes | Meilleur coureur au classement individuel |
| ------ | ---------------------- | ----------------------------------------- |
| 2012   | 21e                    | Darren Low (70e)                          |
| 2013   | 22e                    | Loh Sea Keong (19e)                       |
| 2014   | 13e                    | Eric Sheppard (34e)                       |

UCI Oceania Tour
| Saison | Classement par équipes | Meilleur coureur au classement individuel |
| ------ | ---------------------- | ----------------------------------------- |
| 2013   | 6e                     | Jason Christie (13e)                      |
| 2014   | 8e                     | Rico Rogers (26e)                         |

## OCBC Singapore Continental en 2014[7]

### Effectif
| Cycliste               | Date de naissance | Nationalité      | Équipe 2013                |
| ---------------------- | ----------------- | ---------------- | -------------------------- |
| Kee Meng Ang           | 17 octobre 1986   | Singapour        |                            |
| Ahmad Haidar Anuawar   | 25 avril 1986     | Malaisie         | OCBC Singapore Continental |
| Cameron Bayly          | 11 octobre 1990   | Australie        |                            |
| Jang Chan-jae          | 6 janvier 1989    | Corée du Sud     | Champion System            |
| Choon Huat Goh         | 14 décembre 1990  | Singapour        | OCBC Singapore Continental |
| Junron Ho              | 28 août 1990      | Singapour        | OCBC Singapore Continental |
| Shern Mun Benedict Lee | 3 janvier 1995    | Singapour        |                            |
| Yun Jie Lemuel Lee     | 8 juillet 1991    | Singapour        | OCBC Singapore Continental |
| Ji Wen Low             | 27 octobre 1989   | Singapour        | OCBC Singapore Continental |
| Mitchell Mulhern       | 22 janvier 1991   | Australie        |                            |
| Thomas Rabou           | 12 décembre 1983  | Pays-Bas         | OCBC Singapore Continental |
| Rico Rogers            | 25 avril 1978     | Nouvelle-Zélande | Synergy Baku Project       |
| Phuchong Sai-udomsin   | 23 mars 1988      | Thaïlande        | OCBC Singapore Continental |
| Eric Sheppard          | 16 octobre 1991   | Australie        | OCBC Singapore Continental |
| Calvin Sim             | 14 octobre 1989   | Singapour        |                            |
| Ying Hon Yeung         | 30 juillet 1988   | Hong Kong        |                            |

### Victoires
| Date       | Course                                   | Pays        | Classe | Vainqueur      |
| ---------- | ---------------------------------------- | ----------- | ------ | -------------- |
| 08/03/2014 | Critérium international d'Alger          | Algérie     | 1.2    | Thomas Rabou   |
| 17/03/2014 | 2e étape du Tour international de Blida  | Algérie     | 2.2    | Thomas Rabou   |
| 19/03/2014 | 1re étape du Tour international de Sétif | Algérie     | 2.2    | Ying Hon Yeung |
| 21/04/2014 | 1re étape du Tour des Philippines        | Philippines | 2.2    | Eric Sheppard  |